# Leoš Mitas
Leoš Mitas (* 6. června 1973) je bývalý český fotbalista, obránce. Po skončení aktivní sezóny trénuje na regionální úrovni.

## Fotbalová kariéra
Hrál za SK Slavia Praha, 1. FK Příbram, FC Vítkovice, SK Dynamo České Budějovice, Fotbal Třinec a Tatran Prešov. Se Slávií získal v roce 1996 ligový titul. V naší nejvyšší soutěži nastoupil v 18 utkáních, ve slovenské lize nastoupil ve 27 utkáních a dal 1 gól.

## Ligová bilance
| Ročník                          | Zápasy | Góly | Klub                       |
| ------------------------------- | ------ | ---- | -------------------------- |
| 1. česká fotbalová liga 1995/96 | 1      | 0    | SK Slavia Praha            |
| 1. česká fotbalová liga 1996/97 | 1      | 0    | SK Slavia Praha            |
| Gambrinus liga 1997/98          | 8      | 0    | 1. FK Příbram              |
| Gambrinus liga 2000/01          | 8      | 0    | SK Dynamo České Budějovice |
| Corgoň liga 2001/02             | 27     | 1    | Tatran Prešov              |
| CELKEM                          | 45     | 1    |                            |